# Otto Hupp
Hermann Joseph Otto Hubert August Constantin Hupp (Düsseldorf, 21 maggio 1859 – Monaco di Baviera, 31 gennaio 1949) è stato un tipografo, incisore e pittore tedesco.

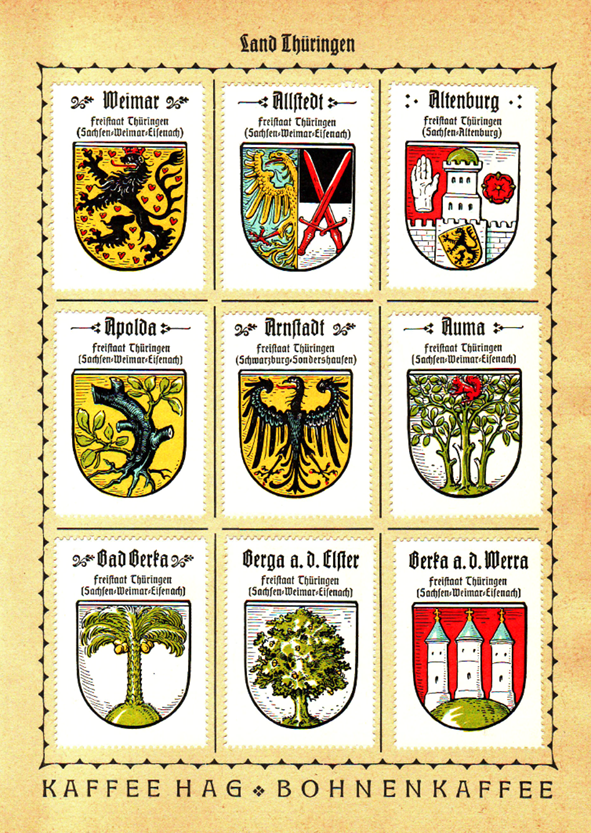
Esempi del lavoro di Hupp

La sua principale area di lavoro era l'araldica, ma fu anche disegnatore di caratteri tipografici, creando simboli commerciali e opere in metallo.

## Biografia
Hupp era nato a Düsseldorf, quarto di cinque figli dell'incisore Carl Heinrich Hupp. Apprese l'arte dell'incisione da suo padre e, poco dopo aver terminato gli studi, si trasferì a Monaco di Baviera nel 1878. Dal 1891 fino alla sua morte Hupp visse nel sobborgo di Oberschleißheim. Dal pittore Rudolf Seitz imparò molti stili di pittura, e quando incontrò l'architetto Gabriel von Seidl ricevette diverse commissioni per dipingere affreschi pareti e soffitti.
Il principale campo di lavoro di Hupp fu l'araldica e dipinse più di 6.000 stemmi scrivendo libri sull'araldica. La sua serie di libri Wappen und Siegel der deutschen Städte, Flecken und Dörfer (Stemmi e sigilli di città, luoghi e villaggi tedeschi) iniziò nel 1895, ma dei dieci volumi originariamente previsti solo cinque furono completati. 3.300 dei suoi dipinti di stemmi sono stati pubblicati in una raccolta da parte della società del caffè, Kaffee HAG, nel 1913–1918 e nel 1926–1938. Questa pubblicazione ha contribuito a far conoscere meglio l'araldica al grande pubblico. Un'altra importante pubblicazione araldica di Hupp fu il Münchener Kalender (calendario di Monaco), di cui 51 numeri furono pubblicati tra il 1885 e il 1936 (il numero del 1933 fu omesso).  Oltre a dipingere stemmi esistenti, creò anche molti progetti per i comuni che chiedevano nuovi stemmi. Forse il suo stemma più importante fu la versione del 1923 per lo Stato della Baviera, che, tuttavia, fu sostituita con una nuova versione dopo la seconda guerra mondiale.

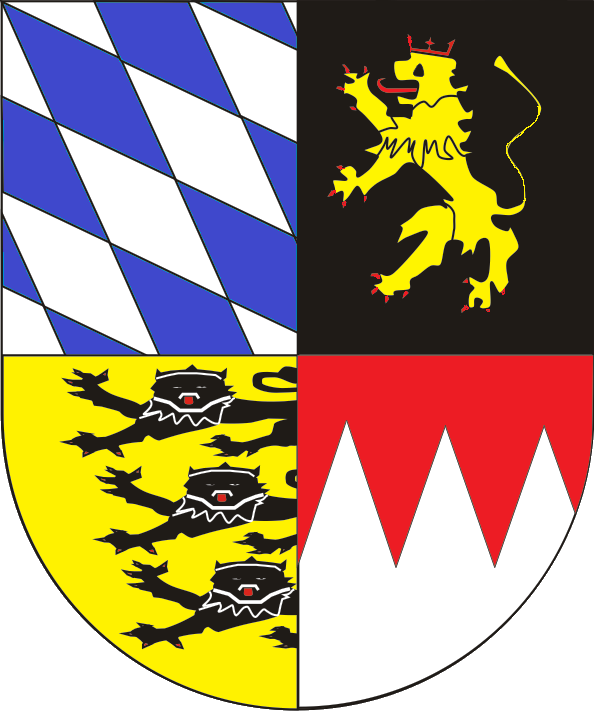
Stemma bavarese (1923-1950)

Le prime opere tipografiche di Hupp furono realizzate nel 1883. Il suo primo carattere tipografico, Neudeutsch, fu pubblicato nel 1899 da Genzsch & Heyse. In seguito creò diversi altri caratteri tipografici, come Hupp-Gotisch, Hupp-Fraktur e Hupp-Antiqua. Tuttavia, poiché i suoi caratteri tipografici non erano progettati per usi standard, non si diffusero molto e oggigiorno sono per lo più dimenticati. Nessuno di essi è mai stato convertito per essere utilizzato in fototipizzazione, sebbene siano stati resi disponibili come caratteri digitali. 
Altre opere significative di Hupp includono lavori in metallo per la cattedrale di Spira nel 1904 (che gli valse anche il titolo di professore nel 1906), l'involucro di un orologio astronomico donato alla città di Monaco di Baviera, boccali per la birra, e il logo dell'azienda del Birrificio Spaten.
Sebbene Hupp fosse indubbiamente un artista, lui stesso non pretendeva di esserlo, preferendo dire che stava semplicemente usando la tecnica di un artista, ma non avendone la creatività.

## IlMessale di Costanza
Come materiale di riferimento per il suo lavoro di disegnatore di caratteri, Hupp raccolse i primi libri e incunaboli (libri stampati prima del 1501). Intorno al 1880 acquistò una copia di un incunabolo che divenne noto come Messale di Costanza o Missale Speciale (si conoscono cinque copie complete o parziali). Intorno al 1895 fece uno studio del volume e concluse che aveva qualità, nella tipografia e nella produzione, che suggerivano che fosse anteriore alla Bibbia di Gutenberg. Sebbene avesse venduto la sua copia, dopo diversi decenni la discussione prese piede e nel 1940 il Messale fu riconosciuto come antecedente alla famosa opera di Gutenberg. Nel 1954, una copia fu venduta alla Morgan Library per 100.000 dollari. Tuttavia, all'inizio degli anni '60 ulteriori ricerche di Allan H. Stevenson, utilizzando l'analisi della filigrana, dimostrarono che in realtà era stato stampato 20 anni dopo il lavoro di Gutenberg (nell'autunno del 1473).